# 大沢ケイミ
大沢 ケイミ（おおさわ ケイミ、1993年6月9日 - ）は、日本の元タレント。エイジアプロモーションに所属していた。

## 来歴・人物
神奈川県出身。父は日本人×アメリカ人のハーフ、母は中国人。少女時代は母方の出身地である中国に住んでおり、生活が貧しかったとコメントしている。
趣味はショッピング、ダンス。特技は中国語、英語、歌、ダンス。ティーカッププードルの愛犬を飼っており、名前はモンブラン。
夫は実業家で会社社長で、120畳のリビングがある自宅に住んでいる。
2018年5月8日、同年4月をもって所属事務所との契約を終了しており、芸能界から引退すると公式ブログで発表した。

## 出演

### 雑誌
- 星雲社「PiNuP」レギュラーモデル（2014年6月 - ）

### SHOW
- 静岡コレクション（2014年4月6日）
- 高崎ガールズコレクション（2014年6月8日）
- 三愛水着ファッションショー（2014年8月30日）
- Girls Award2015S/S（2015年4月29日）

## その他
- 「DAZZY」WEBモデル（2014年7月-　）
- 「Cecilene」カタログモデル（2014年vol.4）